# NGC 383
NGC 383 (również PGC 3982, UGC 689) – galaktyka soczewkowata (SA0^-?), znajdująca się w gwiazdozbiorze Ryb. Odkrył ją William Herschel 12 września 1784 roku. Należy do grupy galaktyk oznaczonej jako Arp 331 w Atlasie Osobliwych Galaktyk Haltona Arpa.

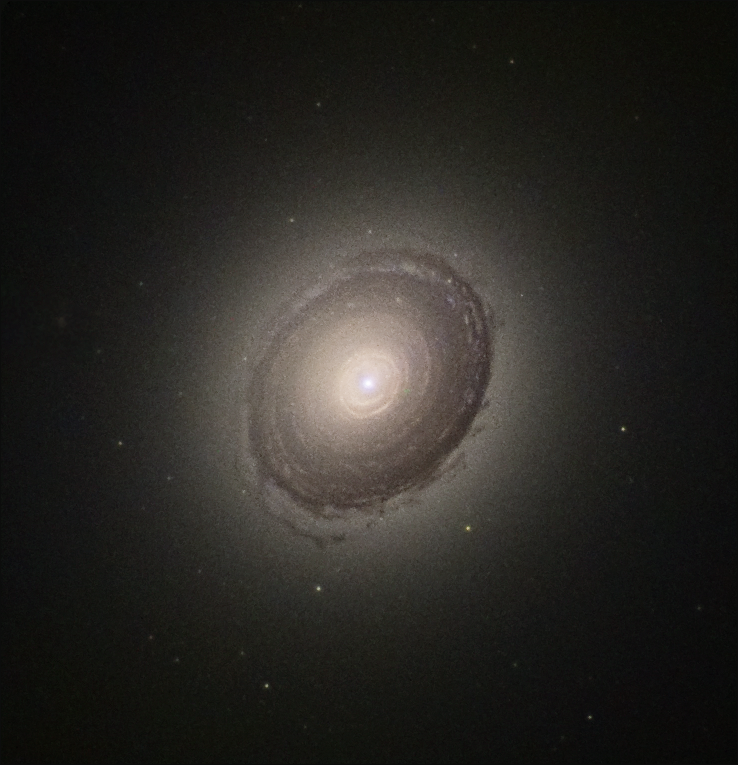
Centralny dysk NGC 383 (HST)

NGC 383 to radiogalaktyka.
W galaktyce tej zaobserwowano supernową SN 2015ar.